# Олива, Эльвин
Э́львин Оли́ва Каси́льдо (исп. Elvin Oliva Casildo; род. 24 октября 1997, Санта-Роса-де-Агуан, Колон) — гондурасский футболист, защитник клуба «Виктория» из Ла-Сейбы. Участник Олимпийских игр 2020 года в Токио.

## Клубная карьера
Является воспитанником клуба «Олимпия» из города Тегусигальпы. Дебютировал в его составе в чемпионате Гондураса 11 августа 2016 года в матче против «Реала Эспаньи». Олива вышел на поле в стартовом составе и провёл на поле весь матч. 6 ноября забил свой первый гол в профессиональной карьере, поразив ворота на 54-й минуте матча против «Марафона», поучаствовав в разгроме соперника со счётом 3:0. По итогам сезона клуб занял первое место в турнирной таблице, но серии плей-офф за звание чемпиона проиграл. 28 февраля 2020 года дебютировал в Лиге чемпионов КОНКАКАФ в ответной игре 1/16 финала против американского «Сиэтл Саундерс». Олива отличился на 4-й минуте матча, который завершился серией пенальти, где был сильнее гондурасский клуб. «Олимпия» дошла до полуфинала турнира, где уступила будущему победителю — мексиканскому «Тигресу». В сезоне 2020/21 Олива провёл в чемпионате 22 матча, в которых забил два мяча. Вместе с клубом стал победителем апертуры и клаусуры Лига Насьонал.

## Карьера в сборной
В 2019 году в составе молодёжной сборной Гондураса принимал участие в Панамериканских играх. Сборная Гондураса дошла до финала, где уступила аргентинцам, и завоевала серебряные медали. Олива принял участие во всех пяти матчах команды на турнире.
В октябре 2020 года был впервые вызван в национальную сборную на товарищескую игру с Никарагуа, но на поле так и не появился. В июне 2021 года был в составе сборной на финальных матчах Лиги наций КОНКАКАФ, где Гондурас занял третье место, но участия в играх не принимал.
Летом 2021 года в составе олимпийской сборной Гондураса принимал участие в футбольном турнире Олимпийских игр 2020 года в Токио. Дебютировал на играх 22 июля в первом матче группового этапа против Румынии. В следующей игре с Новой Зеландией Эльвин на 78-й минуте матча ассистировал партнёру, благодаря чему сборная сравняла счёт, а потом и выиграла встречу.

## Клубная статистика
| Выступление            | Выступление      | Выступление      | Лига | Лига | Кубки | Кубки | Конт. кубки | Конт. кубки | Итого | Итого |
| Клуб                   | Лига             | Сезон            | Игры | Голы | Игры  | Голы  | Игры        | Голы        | Игры  | Голы  |
| ---------------------- | ---------------- | ---------------- | ---- | ---- | ----- | ----- | ----------- | ----------- | ----- | ----- |
| Олимпия (Тегусигальпа) | Лига Насьонал    | 2016/17          | 14   | 1    | 0     | 0     | 0           | 0           | 14    | 1     |
| Олимпия (Тегусигальпа) | Лига Насьонал    | 2017/18          | 0    | 0    | 0     | 0     | 0           | 0           | 0     | 0     |
| Олимпия (Тегусигальпа) | Лига Насьонал    | 2018/19          | 2    | 0    | 0     | 0     | 0           | 0           | 2     | 0     |
| Олимпия (Тегусигальпа) | Лига Насьонал    | 2019/20          | 9    | 0    | 0     | 0     | 2           | 1           | 11    | 1     |
| Олимпия (Тегусигальпа) | Лига Насьонал    | 2020/21          | 22   | 2    | 0     | 0     | 7           | 1           | 29    | 3     |
| Олимпия (Тегусигальпа) | Итого            | Итого            | 47   | 3    | 0     | 0     | 9           | 2           | 56    | 5     |
| Всего за карьеру       | Всего за карьеру | Всего за карьеру | 47   | 3    | 0     | 0     | 9           | 2           | 56    | 5     |